# Ascalapha odorata
Ascalapha odorata és una espècie de lepidòpter ditrisi de la família dels erèbids (Erebidae), endèmica d'Amèrica. Se n'han trobat accidentalment uns exemplars als Països Catalans, molt probablement duts pel transport marítim de fruita i verdura.

## Característiques
Les femelles són més aviat petites i lleugeres. Els mascles poden tenir ales bastant llargues, fins a 16 centímetres. La part superior de les ales és de color cafè amb petits rastres de morat i rosat. Tots dos porten marques en les ales amb forma de 9 o coma.

## Història natural
Les erugues mengen fulles entre d'altres d'acàcia, robínia, prosopis i cassia. Els adults són atrets per substàncies en descomposició, com excrements o fruita madura.

## Mitologia
La seva mida enorme va inspirar moltes mites: a Mèxic anunciaria la mort imminent d'un malalt o podria provocar calvície sobrevolant el cap d'un home; a Hawaii saluda els afligits una darrera vegada abans de dur l'ànima d'un difunt al més enllà; a l'estat nord-americà de Texas i als Bahames anuncia un guany imminent de molts diners. El nom anglès black whitch moth («bruixa negra») n'és una expressió.